# 单式簿记
单式簿记（Single-entry bookkeeping）是每一筆交易只保留一個會計紀錄的簿记方式。像一般的現金日記賬就是用单式簿记的方式進行，所有的交易項目都會歸類在不同的收入或支出項目內。會針對零用金、應付帳款及應收帳款有獨立的記錄，也有些會將投資或是旅遊支出有獨立的記錄。為了避免人工計算的時間以及計算可能有的錯誤，現今的单式簿记多半可以用個人使用的會計軟體進行。